# Ann Druyan
Ann Druyan (Queens, Nova Iorque, 13 de junho de 1949) é uma escritora, produtora e diretora de projetos de popularização e explanação científica estadunidense. É viúva de Carl Sagan, com quem se casou em 1981 e co-produziu a série de TV Cosmos. Ela também é a criadora, produtora e escritora das sequências Cosmos: A Spacetime Odyssey e Cosmos: Possible Worlds, bem como o livro com o mesmo nome. Entre outras premiações, é vencedora do Emmy Award (2014) por seu trabalho em série de não-ficção.
Ela foi a diretora criativa do Voyager Interstellar Message Project da NASA, os discos de ouro afixados às naves espaciais Voyager 1 e Voyager 2.
O asteroide 4970 Druyan, que está em uma órbita com o asteroide 2709 Sagan, foi batizado em sua homenagem (e, respectivamente, em homenagem a seu ex-marido, o astrofísico Carl Sagan).

## Carreira cinematográfica
Juntamente com Carl Sagan e Steven Soter, Druyan foi uma das escritoras da série de televisão Cosmos e uma das produtoras do filme Contato.
É co-fundadora do Cosmos Studios. Em 2009 lançou uma série de podcasts, em que descreve detalhadamente a vida de seu marido Carl Sagan, suas obras e seu casamento com ele.